# Dudley Littlewood

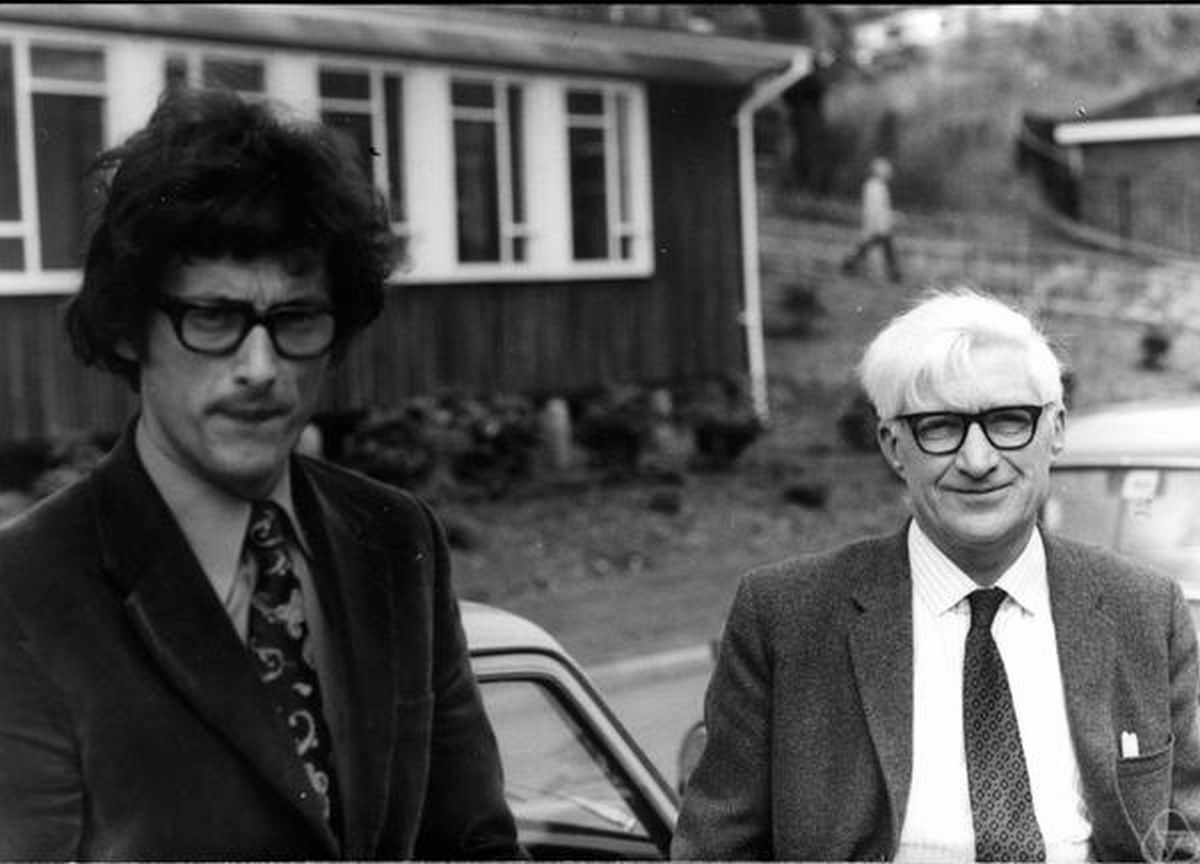
Littlewood (rechts) in Wales 1970, mit Alun Banghor

Dudley Ernest Littlewood (* 7. September 1903 in London; † 6. Oktober 1979 in Llandudno in Wales) war ein englischer Mathematiker, der sich mit Darstellungstheorie von Gruppen beschäftigte.

## Leben
Littlewood gewann ein Stipendium fürs Trinity College der Cambridge University, wo er sein Studium bei John Edensor Littlewood (nicht mit ihm verwandt) begann. Er gewann mehrere Preise als Student, war Wrangler bei den Tripos-Prüfungen und schloss sein Studium 1925 ab. Danach war er Schullehrer und ab 1928 am University College in Swansea, wo er bis 1947 blieb und unter dem Einfluss von A. R. Richardson sich der Algebra, speziell der Invariantentheorie und der Theorie der Gruppencharaktere, zuwandte. Er studierte dazu die Arbeiten von Ferdinand Georg Frobenius und Issai Schur. 1934 wurde er dort Lecturer. 1947 war er kurz Lecturer in Cambridge und ab 1948 Professor am University College of North Wales in Bangor (Wales). 1970 ging er in den Ruhestand.
Mit Richardson führte er 1934 spezielle symmetrische Funktionen ({\displaystyle S}-Funktionen, von ihnen benannt nach Issai Schur) und die Littlewood-Richardson-Regel für ihre Multiplikation ein. Danach wurde Littlewood zum Experten für die Theorie der Charaktere der symmetrischen Gruppe. Er untersuchte auch Anwendungen der Darstellungen der symmetrischen Gruppe in der Quantenmechanik.
Er war seit 1930 verheiratet und hatte einen Sohn.

## Schriften
- The theory of group characters and matrix representations of groups. 1940, 2. Auflage Oxford 1950.